# Aphylla protracta
Aphylla protracta е вид водно конче от семейство Gomphidae. Видът е незастрашен от изчезване.

## Разпространение
Разпространен е в Белиз, Гватемала, Коста Рика, Мексико (Веракрус, Колима, Морелос, Наярит, Сан Луис Потоси, Синалоа, Сонора, Тамаулипас и Халиско), Никарагуа и САЩ (Тексас).

## Описание
Популацията на вида е стабилна.